# Saint-Léon (Gironda)
Saint-Léon é uma comuna francesa na região administrativa da Nova Aquitânia, no departamento de Gironda. Estende-se por uma área de 4,49 km². Em 2010 a comuna tinha 344 habitantes (densidade: 76,6 hab./km²).